# Bande-son
Ne pas confondre avec l'expression « bande originale », qui ne concerne que la composante musicale de la bande-son.
La bande-son (également écrit bande son), ou bande sonore, est la partie sonore enregistrée d'un film, ou plus largement une production audiovisuelle (série télévisée, jeu vidéo), un spectacle vivant, une exposition artistique.
Lorsque le spectacle comporte une autre partie enregistrée — l'image, l'éclairage —, la bande son doit permettre la synchronisation de ces composantes.

## Historique
La première « bande-son » qui a existé est celle du limonaire et du piano mécanique, une bande perforée de carton, qui permettait de jouer de la musique instrumentale avec une compétence minime. Ces instruments ont servi souvent pour l'accompagnement de musiciens solistes instrumentistes ou chanteurs, de danse et de pantomine, quand la taille du local ou le budget de l'évènement ne permettait pas d'employer un orchestre. L'opérateur pouvait ajuster la vitesse d'exécution et les arrêts, de façon à faire venir les effets sonores au moment opportun. Ces instruments mécaniques pouvaient combiner plusieurs sons : les plus grands avaient, en plus des tuyaux d'orgue de différentes voix, des percussions, et étaient suffisamment puissants pour une grande salle.
Au cinéma, au début du XXe siècle, on appelle « bande » ce qu'on nommera plus tard film. Jusqu'en 1927, on ne voit que le cinéma muet, la projection d'une « bande »  qu'accompagne de la musique expressive et parfois des bruitages. Cette musique, jouée avant la projection et pendant les entr'actes et changements de bobine, devient dans certains cas l'attraction principale de la séance. Certaines salles installent des instruments mécaniques. La maison Wurlitzer devient fameuse pour ses grands orgues mécaniques. Dans les plus petites salles, l'exploitant de salle joue un disque sur un phonographe ; s'il permet la diffusion de voix enregistrées, ce moyen n'a ni le volume, ni la qualité sonore des instruments mécaniques, qui, de plus, peuvent facilement être synchronisés avec l'image.
L'invention de la triode ouvre la possibilité de sonoriser les salles, réalisée vers 1920. Les producteurs vont chercher le moyen de diffuser un son enregistré synchronisé avec l'image. À partir de 1929, le cinéma, initialement musical, devient « parlant ». Les exploitants congédient les musiciens, sauf dans les quartiers où les spectateurs les préfèrent au film. L'écriture cinématographique fondée sur les effets visuels cède le pas à celle qui se base sur le dialogue. L'enregistrement du son en même temps que l'image apporte de nouvelles contraintes sur les plateaux de tournage et alourdit considérablement les méthodes de réalisation d'un film. Dès les premières années, la « bande » son s'affranchit de celle de l'image, en premier lieu avec la pratique du doublage et de la postsynchronisation, qui sépare la performance vocale des comédiens de leur jeu corporel. L'expression bande son apparaît.
Dans les années 1960, la mise au point de caméras plus légères et moins bruyantes et du magnétophone portable redonne aux prises de vues un peu de souplesse. Le cinéma direct est d'abord celui du son direct, qu'il hérite de la télévision, où la bande son se décompose en son d'ambiance, sans synchronisme, et sonores, image et son synchrones, sur lesquels, après le montage, s'ajoute l'élément qui organise le message : la narration en voix-off.
Dans le spectacle vivant, les expositions, les jeux, la bande-son ne s'impose que dans le dernier quart du XXe siècle, quand le contrôle électronique et la numérisation lui donnent assez de souplesse pour s'adapter à une situation mouvante.

### Synchroniser le son avec l'image au cinéma
- 1895 : Premier essai notoire de synchronisation entre le phonographe à cylindre de Thomas Edison et son kinétoscope. Edison rêvait de réussir le mariage image-son, mais n'en a pas trouvé le moyen. « On pourrait ainsi assister à un concert du Metropolitan Opera cinquante ans plus tard, alors que tous les interprètes auraient disparu depuis longtemps. »[10].
- 1902 : La première réalisatrice du cinéma, Alice Guy dirige les Phonoscènes que produit Léon Gaumont. Des chansonniers interprètent en playback leurs chansons enregistrées au préalable. La synchronisation est assurée par le départ simultané des deux machines et la brièveté des prestations.

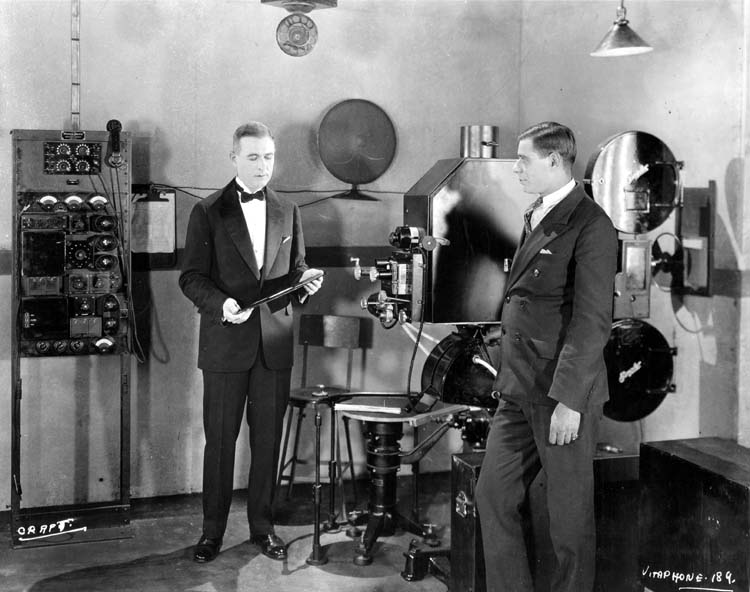
Procédé Vitaphone : à l'arrière de l'appareil de projection, une sorte de tabouret (au centre) : le lecteur de disque gravé (l'un des opérateurs tient un disque).

- 1923 : les Danois A. Poulsen et A. G. Petersen déposent un brevet d'enregistrement sonore sur film en double bande, l'une contenant la suite des photogrammes, l'autre contenant une piste photographique linéaire et continue, représentant l'amplitude des vibrations sonores.
- 1925 : Charles Delacommune propose le Synchro-Ciné, pour synchroniser des instruments de musique mécanique avec le défilement du projecteur.
- 1926 :
  - la firme Warner Bros. produit un long-métrage sonore, Don Juan, avec le procédé Vitaphone de Western Electric, dans lequel les projecteurs et les tourne-disques qui leur sont associés sont entraînés par des moteurs synchrones grâce auxquels les vitesses des deux machines sont toujours identiques. La bande-son du film comporte essentiellement de la musique et quelques très rares paroles synchronisées.
  - Warner produit Une scène dans la plantation, un film court où Al Jolson, maquillé en blackface, chante trois chansons. Soudain, il regarde droit dans l’objectif de la caméra, interrompt sa chanson et se met à parler. Au cours des projections, « les spectateurs sont enthousiasmés car, ô miracle ! le chanteur s’adresse à la caméra, donc à eux, et les interpelle avec une répartie devenue célèbre : "Attendez, attendez une minute… Vous n’avez encore rien entendu !" » qu’il reprend plus tard dans Le Chanteur de jazz (en version originale : Wait a minute, wait a minute, you ain't heard nothin' yet !)[11].
  - Gaumont achète le procédé danois Poulsen et Petersen et en étudie l'exploitation[12].
- 1927 :
  - Encouragé par le succès d'Une scène dans la plantation, Warner produit le long métrage Le Chanteur de jazz, avec le même procédé Vitaphone. Ce n'est pas à proprement parler un film parlant : les dialogues du film sont tous écrits sur des cartons d'intertitres ; on n'entend pas les comédiens parler. C'est un film chantant où Al Jolson prononce quelques phrases entre deux chansons.
  - Fox Film Corporation produit le premier son enregistré sur une pellicule argentique négative, puis reporté le long des photogrammes sur les copies d'exploitation louées aux salles de cinéma, procédé dit « son optique ». Les procédés Fox-Westrex et RCA, qui proposent des copies avec son et image sur une seule bande, va triompher du procédé double bande de Gaumont-Poulsen-Petersen. Il suffit aux exploitants de salles de modifier les projecteurs existants, la tâche de synchronisation lors de chaque projection est exécutée en amont, à la fabrication des copies d'exploitation par le laboratoire de tirage. Si la qualité sonore est moindre, c'est au bénéfice de la sûreté d'exploitation[13].

### Révolution du cinéma sonore
La nouveauté de l'enregistrement du son impose l'insonorisation des studios de cinéma et l'abandon d'une habitude solidement implantée à l'époque de ce que l'on va bientôt appeler le cinéma muet : l'organisation de plusieurs plateaux de tournage dans un seul bâtiment. Le bruit du fonctionnement des caméras est d'abord masqué par des cabines insonorisées vitrées dans lesquelles sont enfermés techniciens et machines. Puis, afin de pouvoir déplacer plus facilement la caméra, celle-ci est "blimpée", c'est-à-dire qu'elle est introduite dans un volumineux caisson isolant, un blimp. Petit à petit, les fabricants développent des mécanismes plus silencieux.
À la prise de vues, l'ingénieur du son travaille dans un camion, à quelque distance du plateau. Des assistants déplacent les lourds microphones montés sur des grues. Des moteurs synchrones alimentés par le même courant triphasé assurent une vitesse de déroulement identique des films image et son dotés des mêmes perforations. La synchronisation s'effectue au montage grâce à un repère sonore et visuel, le clap.
Les performances médiocres de l'enregistrement optique se font sentir quand on effectue une copie passant par un signal électrique. On tire les négatifs optiques comme les négatifs image, sans modification du signal. Le montage son est réduit ; le mixage presque impossible. Pour permettre les plans longs correspondant aux séquences musicales des films sonores, les studios portent la taille des magasins de pellicule de 120 à 300 m, permettant une durée de 11 minutes. Dès les premières années, on refait souvent les enregistrements, après le montage image, dans un auditorium où le film est projeté. On peut ainsi enregistrer dans de meilleures conditions les dialogues et la musique, et remplacer les voix originales par la postsynchronisation ou le doublage dans une langue différente. On invente en Europe la bande rythmo qui guide les comédiens de doublage en faisant défiler sous l'écran les syllabes au moment où elles doivent être prononcées.
La reproduction du son impose un défilement de la pellicule beaucoup plus régulier. Si une variation de 10% d'une image à l'autre est imperceptible avec l'image seule, elle est catastrophique pour la bande-son (pleurage et scintillement). Une vitesse stable augmentée ou réduite de 25 % correspond à une accélération ou un ralentissement des voix dans la même proportion et à une tierce majeure en hauteur, c'est à peu près le maximum supportable. L'industrie profite des nécessaires adaptations pour augmenter la cadence de prise de vues et de projection, fixée en 1928 à 24 images par seconde — au temps du muet, elle était de 16 images par seconde —, ce qui permettra d'atteindre une courbe de réponse électroacoustique d'une octave plus étendue que celle du téléphone, la courbe Academy.
La technique d'enregistrement optique sera progressivement améliorée, avec la mise au point de films et de traitement spéciaux, au trait, fort contraste et résolution maximale, afin de diminuer le bruit de fond. Le développement de la copie d'exploitation s'effectue en déposant un révélateur pâteux, à haut contraste, sur la piste sonore, avant de passer par le bain de révélateur image, à contraste normal.
- 1931 : Début du son multicanal[17].
- 1940 : Fantasia est construit à partir d'un projet de bande-son.
- 1948 : l'enregistrement magnétique permet le montage son et le mixage. La qualité de l'enregistrement magnétique est incomparablement supérieure. Pour assurer la synchronisation au montage et au mixage, on utilise des films perforés identiques à ceux de l'image, recouverts d'un enduit magnétique. Les projections de gala se font ainsi en « double bande », son et image, avec des projecteurs spéciaux.
- 1960 : La société Éclair met au point les premières caméras à peu près silencieuses et portables, Caméflex en 35 mm et Éclair 16, qui, associées aux enregistreurs portables Nagra, affranchissent les prises de vue du camion de son, des moteurs synchrones et du courant triphasé, ainsi que des bandes magnétiques perforées de même taille que le film. On reporte les sons d'une bande lisse, bien moins volumineuse, sur la bande perforée avant le montage.
- 1967 : Arrivée du dolby[17].
- 1977 : Dolby stéréo[17].
- 1990 : Arrivée du numérique[17].

## Enregistrement et reproduction d'une bande-son

### Son analogique

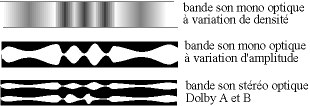
Bandes-son optiques sur les pellicules de cinéma.

Dès 1927, le signal son porté par la bande image elle-même remplace le disque utilisé auparavant. « Le son Movietone de Fox Film Corporation est dit à densité variable, l’enregistreur comporte un aimant à deux branches entre lesquelles un fil tendu est parcouru par le courant électrique modulé provenant d’un micro. Le fil s’écarte en fonction de l’intensité du courant et masque plus ou moins une forte lumière qui traverse les deux branches. Les variations de cette lumière, recueillies par un objectif, impressionnent sur le côté une pellicule de cinéma 35 mm vierge. » À l'inverse, une lampe éclaire fortement la « piste optique » de la copie de projection, une cellule photoélectrique transforme l'intensité de la lumière traversant le film en un signal électrique, envoyé vers un amplificateur audio. Ce procédé, qui enregistre le son sur un négatif ordinaire, implique un excellent contrôle de l'exposition et du contraste du film, pour éviter les distorsions.
En 1928, Radio Corporation of America (RCA) lance le son Photophone qui est à densité fixe. À l'enregistrement, le signal son déplace un miroir qui éclaire une partie de la piste son sur une émulsion non chromatisée sensible uniquement au bleu, dessinant en noir sur le fond transparent de la pellicule la représentation analogique du signal. Le traitement est moins délicat, le révélateur est moins cher, et le film est en général de la pellicule de tirage positif, également moins chère. Ce procédé va s'imposer.
Pour les deux procédés, les rayures des deux côtés de la pellicule dues aux nombreux passages dans les mécanismes des appareils de projection plus ou moins bien nettoyés, et le dépôt d'huile provenant des nombreuses pièces en mouvement, causent une augmentation du bruit de fond et en conséquence un mauvais rendu sonore, provoquant le déclassement des copies usagées après seulement une trentaine de jours d'exploitation. Ces copies sont alors lessivées puis polies par un disque en rotation finement abrasif.

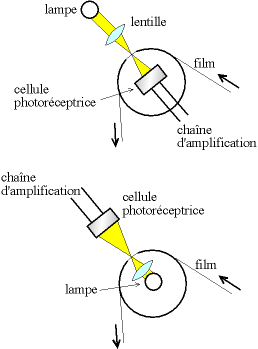
La lecture du son se fait par transformation de la variation de l'intensité lumineuse traversant le film ; la lampe et la cellule photoélectrique se trouvent de part et d'autre du film. Représentation de deux dispositifs.

Le mouvement du film à la fenêtre de projection est saccadé : immobile pendant la projection, il ne bouge que lorsque celle-ci est masquée par un volet pour le déplacement de la pellicule d'un photogramme au suivant. Pour que la masse des bobines ne s'oppose pas aux saccades, il faut laisser entre elles et la fenêtre une boucle d'amortissement. Le lecteur son doit être au-delà de la boucle, dans la partie où le mouvement est régulier. Il se trouve, par convention, après la fenêtre avec un décalage de 20 images. Ceci explique que, lorsque la pellicule dérape sur les débiteurs ou est coupée, le défaut sonore arrive un peu moins d'une seconde après le défaut image. D'autre part, si la copie est chargée avec une boucle trop grande ou trop courte, le son peut être légèrement en avance ou en retard sur l'image ; il s'agit d'un problème de projection indépendant des éventuels problèmes de synchronisation en post-production.
Dans les années 1950, le son stéréo est lancé. Comme il est nécessaire de loger deux pistes sur le bord de la pellicule, dont la largeur est donnée une fois pour toutes, tout en gardant la compatibilité avec le son monophonique, chaque piste est deux fois plus petite qu'une piste mono, le rapport signal/bruit est amoindri, ce qui dégrade la qualité du son. C'est la méthode d'enregistrement et de filtrage de l'entreprise Dolby qui permet alors une mise au point satisfaisante de la stéréo au cinéma. Pour bénéficier d'une bonne restitution du son, le spectateur doit être au centre des deux enceintes. Un système à trois enceintes gauche-centre-droit a été développé, donnant une meilleure localisation du son pour un plus grand nombre de spectateurs. De fait, les intensités des deux bandes-son (gauche et droite), appelées ici Lt et Rt, sont comparées :
- La partie commune (la « moyenne » des deux bandes) est envoyée vers le haut-parleur central ;
- la partie spécifique à la bande de son gauche (la différence entre la bande de gauche et la moyenne) est envoyée au haut-parleur de gauche,
- et la partie spécifique à la bande de son droite est envoyée sur le haut-parleur droit.

Ceci constitue le système dit « Dolby Stereo ». Aux trois voies L (gauche), C (centre) et R (droite), s'ajoute un canal arrière dit « ambiances », ou surround en anglais. Le signal envoyé sur le canal d'ambiance S est essentiellement basé sur la différence de phase entre les deux canaux Lt et Rt. Ceci permet de donner une impression supplémentaire de relief, provoquant des sons derrière le spectateur. Ce système fut nommé Dolby SR (Spectral Recording) par Dolby, car le système incorporait aussi un réducteur de bruit Dolby SR, alors que le Dolby Stereo fonctionnait avant associé à un réducteur de bruit Dolby A. Les systèmes de restitution Dolby Stereo ou Dolby SR sont souvent munis d'un caisson de basse, restituant le résultat d'un simple filtrage (les basses fréquences sont envoyées vers ce haut-parleur, il n'y a pas de codage spécifique de la voie) : en effet, le système auditif n'arrive pas à situer la provenance des sons graves dans l'espace, la position du caisson de basses importe donc peu.
La dernière évolution en date du son analogique est l'utilisation d'un faisceau laser comme source lumineuse, ce qui permet de diminuer la taille du faisceau et donc d'améliorer la bande passante[réf. souhaitée].
Sur les pellicules 70 mm, des pistes magnétiques sont collées sur la pellicule, entre l'image et les perforations. Il s'agit d'une technique classique d'enregistrement magnétique utilisant le filtrage Dolby. Il y a une piste magnétique par piste audio (4 canaux au total).

### Son numérique

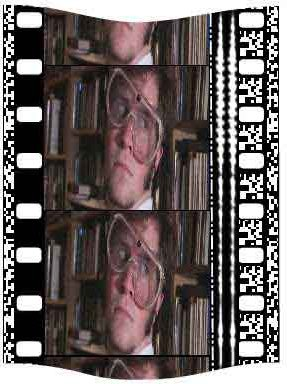
Pellicule 35 mm avec pistes de son numériques : SDDS sur les bords, Dolby Digital entre les perforations de droite, et Timecode pour le DTS entre la piste optique et l'image

Trois formats sont utilisés, les informations sonores de chaque format disponible étant inscrites sur des endroits différents sur la pellicule :
- Dolby Digital (anciennement Dolby SRD) : le son encodé est imprimé en paquets entre les perforations, sur la partie gauche du film (à côté de la piste sonore stéréo optique analogique) ;
- DTS : Digital Theater Systems, inspiré "fortement" par le LC Concept, le son est lu par un CD-ROM, un Timecode (temporel) (code d'adressage et de synchronisation) est photographié à côté de la piste optique ;
- SDDS : Sony Dynamic Digital Sound, le son encodé se répartit sur les bords extérieurs de la pellicule (entre les perforations et le bord)

Les systèmes de restitution disposent de 6 (pour Dolby Digital et DTS) à 8 voies (pour le SDDS) : avant-gauche, avant-demi-gauche, avant-centre, avant-demi-droite, avant-droite, arrière-gauche, arrière-droit et, comme on ne perçoit la direction d'origine d'un son que s'il est suffisamment aigu, un seul canal de basses.
Même lorsque le film utilise un son numérique, la piste son optique est toujours présente, en cas de dégradation de la copie ou de panne du système et dans le cas où le projecteur n'est pas équipé d'un lecteur numérique.

### La bande passante
La bande passante est la gamme de fréquences que peut restituer un système. Le son consiste en petites variations cycliques de la pression de l'air. Plus les variations sont rapides (fréquence élevée), plus le son est aigu. L'oreille entend les sons suffisamment forts entre 16 Hz et 16 000 Hz.
Avec le son analogique, la bande passante atteignait environ 4 000 Hz ; mais les systèmes actuels donnent 12 000 Hz[réf. nécessaire]. La largeur de la fente éclairant la bande-son et la vitesse de défilement du film limitent cette fréquence maximale. Si le faisceau a une largeur ℓ, les « détails » de la bande-son qui ne sont pas suffisamment grands par rapport à ℓ seront mal « vus » par le lecteur. Supposons une bande-son composée d'une sinusoïde dont la fréquence est : ƒ = v/ℓ. La période de la sinusoïde, c'est-à-dire le temps après lequel elle se reproduit exactement, est représentée sur le film dans une longueur exactement égale à ℓ, et, en conséquence, la moyenne de sa valeur, vue par le lecteur, est toujours nulle. On ne peut reproduire cette fréquence, ni aucune fréquence multiple, pour laquelle le résultat est identique.
On voit que plus ℓ est petit et v, grand, plus ƒ est élevé. C'est la raison pour laquelle on a relevé la vitesse de défilement du film de 16 à 24 images par seconde[réf. souhaitée], et que l'on essaie d'avoir le faisceau de lecture le plus fin possible. La diffraction de la lumière et l'augmentation du niveau de bruit de fond quand la puissance optique captée diminue s'opposent à la diminution de la taille du faisceau.
Pour le son magnétique des pellicules 70 mm, la variation spatiale du champ magnétique la plus petite détectable est de l'ordre de grandeur de la taille de l'ouverture de la tête de lecture. Les images étant plus grandes qu'en 35 mm, la vitesse de défilement du film (en mètres par seconde) est plus grande en 70 mm qu'en 35 (toujours avec 24 images par seconde), le son est donc de meilleure qualité.

#### Le son numérique sur film
Pour le son numérique, la limite est le nombre de bits que l'on peut enregistrer sur le film. On a voulu conserver la compatibilité des copies son numérique avec les systèmes antérieurs. L'enregistrement numérique n'occupe donc que des parties inutilisées jusqu'alors. L'aire disponible est assez faible. Pour les mêmes raisons de facilité de traitement qui ont fait préférer l'enregistrement optique analogique à densité fixe et largeur variable, on a choisi un encodage des bits à deux niveaux par élément de surface. La technologie du film détermine le plus petit élément qu'on puisse insoler ou non et lire ensuite avec une certitude raisonnable soit « 0 », soit « 1 ». Le nombre total de bits est le quotient de la surface disponible par la taille de cet élément.
- Pour un son de qualité CD, fréquence d'échantillonnage 44 100 Hz, 16 bits, il faut 705 600 bit/s par canal. En pratique, cependant, il est nécessaire d'utiliser un quart de cette quantité en plus, pour le contrôle de redondance cyclique, soit approximativement 900 000 bit/s.
- La surface disponible sur le film 35 mm est de 665 mm2 par image, desquels il faut retirer 352 mm2 de cadre image, 38 mm2 de piste son optique et 50 mm2 de perforations. Il reste donc 5 400 mm2 par seconde pour inscrire le son numérique.
- Pour arriver à inscrire un son monophonique de qualité CD, il faut inscrire 170 bit/mm2 ; pour un son stéréophonique 340 bit/mm2, ce qui revient à inscrire chaque bit dans un carré d'à peine plus qu'un vingtième de millimètre de côté.

Les valeurs nécessaires sont très proches des capacités maximales du film. Réduire la qualité audio à celle de la meilleure qualité connue avant le numérique pour les films, celle l'enregistrement magnétique 35 mm, avec une bande passante de 12 kHz et un rapport signal sur bruit de 74 dB correspondant à une résolution de 12 bits, permet de réduire ce débit de 55 %.
Tous les systèmes qui enregistrent le son numérique sur le film utilisent une forme d'encodage psychoacoustique, qui, en n'encodant que ce qui peut effectivement être entendu, permet de réduire dans des proportions bien supérieures le débit numérique. La qualité du son doit s'apprécier par d'autres critères que celui de la bande passante.
L'électronique numérique permet aussi d'assurer, par un code temporel qui n'utilise que quelques bits par image, la synchronisation du défilement du film avec une bande-son enregistrée sur un CD ou tout autre média à accès aléatoire.

## Cinéma numérique
Le cinéma numérique remplace, autour des années 2010, très rapidement les salles de cinéma traditionnellement photochimiques. Plusieurs raisons peuvent l'expliquer ; d'abord les coûts de production et de transport des copies, leur dégradation à la projection ; la version numérique présente sur le même support la version originale sous-titrée et la version doublée, permettant de proposer une version différente à certaines séances. Les nouvelles salles, souvent dans les multiplex qui remplacent les anciens cinémas, installent des projecteurs numériques sans avoir à remplacer les anciennes installations. Le succès en 2009 du film Avatar en 3D semble ouvrir de nouvelles portes à l'industrie du divertissement. La loi française du 30 septembre 2010 relative à l'équipement pour la diffusion numérique en salles favorise l'équipement des salles de cinéma.
Pour l'image comme pour le son, la rupture technologique est totale. Il n'y a plus de support linéaire, image et son sont devenus des fichiers informatiques.
La bande sonore n'a plus besoin d'être compressée en débit ou en données ; le cahier des charges prévoit 16 pistes audio PCM.

## Composition d'une bande-son
La composition de la bande-son commence dès l'écriture du découpage technique. Faire connaître un évènement uniquement par le son permet une économie narrative. Avant le cinéma sonore, on montrait la source du son par un bref plan inséré dans l'action. Jouant avec le son hors-champ, on le montre en même temps que la réaction qu'il entraîne. L'imagination du spectateur transforme l'allusion et souvent renforce l'effet, par rapport à l'explication par l'image.
La fabrication de la bande-son réunit plusieurs types d'éléments :
1. Les dialogues et sons synchrones ou hors-champ enregistrés sur le tournage et, éventuellement, les dialogues postsynchronisés en postproduction.
2. Le montage son des effets, des ambiances et de la conception sonore.
3. Les bruitages enregistrés en postproduction.
4. La musique — généralement l'un des composants essentiels de la bande-son d'un film, elle offre au spectateur un support à son émotion.

Ces différentes sources sonores sont mixées pour constituer la bande-son finale du film.
Bien que des films entiers aient été construits sur la bande-son, comme le célèbre Fantasia, la bande-son a un statut marginal dans l'enseignement du cinéma : des livres intitulés Grammaire du cinéma peuvent décrire en détail des procédés de raccord d'image, sans traiter la bande son en aucun point.